# Jovtneve, Pervomaisk
Jovtneve (în ucraineană Жовтневе) este un sat în comuna Stepkivka din raionul Pervomaisk, regiunea Mîkolaiiv, Ucraina.

## Demografie
Componența lingvistică a localității Jovtneve
     Ucraineană (97,76%)
     Rusă (2,04%)
Conform recensământului din 2001, majoritatea populației localității Jovtneve era vorbitoare de ucraineană (97,76%), existând în minoritate și vorbitori de rusă (2,04%).